# Ann Lee
Ann Lee (nascida Annerley Emma Gordon, 12 de novembro de 1967) é um cantora e compositora britânica de eurodance, que chegou à fama no final da década de 1990. Ela também foi secretamente a verdadeira vocalista do projeto Whigfield desde 1993 até 2011.

## Carreira
Depois que mudou-se para a Itália, no final da década de 1980, ela foi talento descoberto, e era muitas vezes utilizada como vocalista em uma série de singles, sob vários pseudônimos. Estes incluíram Charme, Anne, Ally & Jo, DJ Space'C, Lolita, Kay BJ, Alex, Wienna e TH Express. Ela também lançou alguns singles solo para a gravadora italiana A.Beat-C. sob os nomes de annerley Gordon e Annalise. Gordon é creditada pela contribuição da composição de "Rhythm of The Night", lançado na Itália em dezembro de 1993, sobre o selo DWA, para o grupo Corona.
Gordon co-escreveu e gravou as músicas do projeto Whigfield.
Seu primeiro single solo com o nome de "Ann Lee" foi "2 Times", lançado originalmente em 1998. Foi re-lançado no início de 1999, e tornou-se Top 10 hit na Áustria, França, Alemanha, Itália, Países Baixos e Noruega, assim como na Austrália e Nova Zelândia. Ele também chegou a número 2 no seu país natal Reino Unido, e alcançou número um em Flandres e Dinamarca. No Canadá, chegou a número 14 na parada de singles. 
O segundo single de Ann Lee, "Voices", teve um desempenho consideravelmente menor, apesar de ter sido um hit Top 10 na República Checa, Dinamarca e Espanha, e Top 30 no Reino Unido.
Em 2007 Lee retornou com um álbum novo, So Alive, com o single "Catches Your Love". Em 2009, Lee lançou um novo single, "2 People", sob o selo Off Limits. Em dezembro do mesmo ano, Lee participou do single "I Get The Feeling" de Favretto, também lançado pela gravadora Off Limits.

## Vida pessoal
Annerley Gordon comprou uma casa na Itália, em 2005, e tem um filho nascido no mesmo ano.

## Discografia

### Álbuns
- 1995: Try Me (Lolita's 1st)
- 1995: Whigfield
- 1997: Whigfield II
- 1999: Dreams
- 2000: Whigfield III
- 2002: Whigfield 4
- 2007: So Alive
- 2007: All in One
- 2021: I Am
- 2024: Reflections

### Singles
| Year                                    | Single         | Peak chart positions | Peak chart positions | Peak chart positions | Peak chart positions | Peak chart positions | Peak chart positions | Peak chart positions | Peak chart positions | Peak chart positions | Peak chart positions | Certifications (sales thresholds)                          | Album  |
| Year                                    | Single         | UK                   | AUS                  | AUT                  | BEL (Vl)             | CAN                  | FRA                  | GER                  | IRE                  | NED                  | SPA                  | Certifications (sales thresholds)                          | Album  |
| --------------------------------------- | -------------- | -------------------- | -------------------- | -------------------- | -------------------- | -------------------- | -------------------- | -------------------- | -------------------- | -------------------- | -------------------- | ---------------------------------------------------------- | ------ |
| 1999                                    | "2 Times"      | 2                    | 4                    | 3                    | 1                    | 14                   | 9                    | 5                    | 2                    | 4                    | 13                   | - BPI: Gold - ARIA: Platinum - BVMI: Gold - IFPI AUT: Gold | Dreams |
| 1999                                    | "Voices"       | 27                   | —                    | 18                   | 13                   | —                    | 57                   | 53                   | —                    | 55                   | 6                    |                                                            | Dreams |
| 2000                                    | "Ring My Bell" | —                    | —                    | —                    | —                    | —                    | 61                   | —                    | —                    | —                    | 17                   |                                                            | Dreams |
| 2001                                    | "So Deep"      | —                    | —                    | —                    | —                    | —                    | —                    | —                    | —                    | —                    | —                    |                                                            | Dreams |
| 2003                                    | "No No No"     | —                    | —                    | —                    | —                    | —                    | —                    | —                    | —                    | —                    | —                    | Single only                                                |        |
| 2007                                    | "No No No"     | —                    | —                    | —                    | —                    | —                    | —                    | —                    | —                    | —                    | —                    | So Alive                                                   |        |
| 2007                                    | "2 Times 2007" | —                    | —                    | —                    | —                    | —                    | —                    | —                    | —                    | —                    | —                    | Singles only                                               |        |
| 2009                                    | "2 People"     | —                    | —                    | —                    | —                    | —                    | —                    | —                    | —                    | —                    | —                    | Singles only                                               |        |
| "—" denotes releases that did not chart |                |                      |                      |                      |                      |                      |                      |                      |                      |                      |                      |                                                            |        |